# Atheta claricella
Atheta claricella är en skalbaggsart som beskrevs av Thomas Casey 1910. Atheta claricella ingår i släktet Atheta och familjen kortvingar. Inga underarter finns listade i Catalogue of Life.